# Chiesa di Vilar de Donas

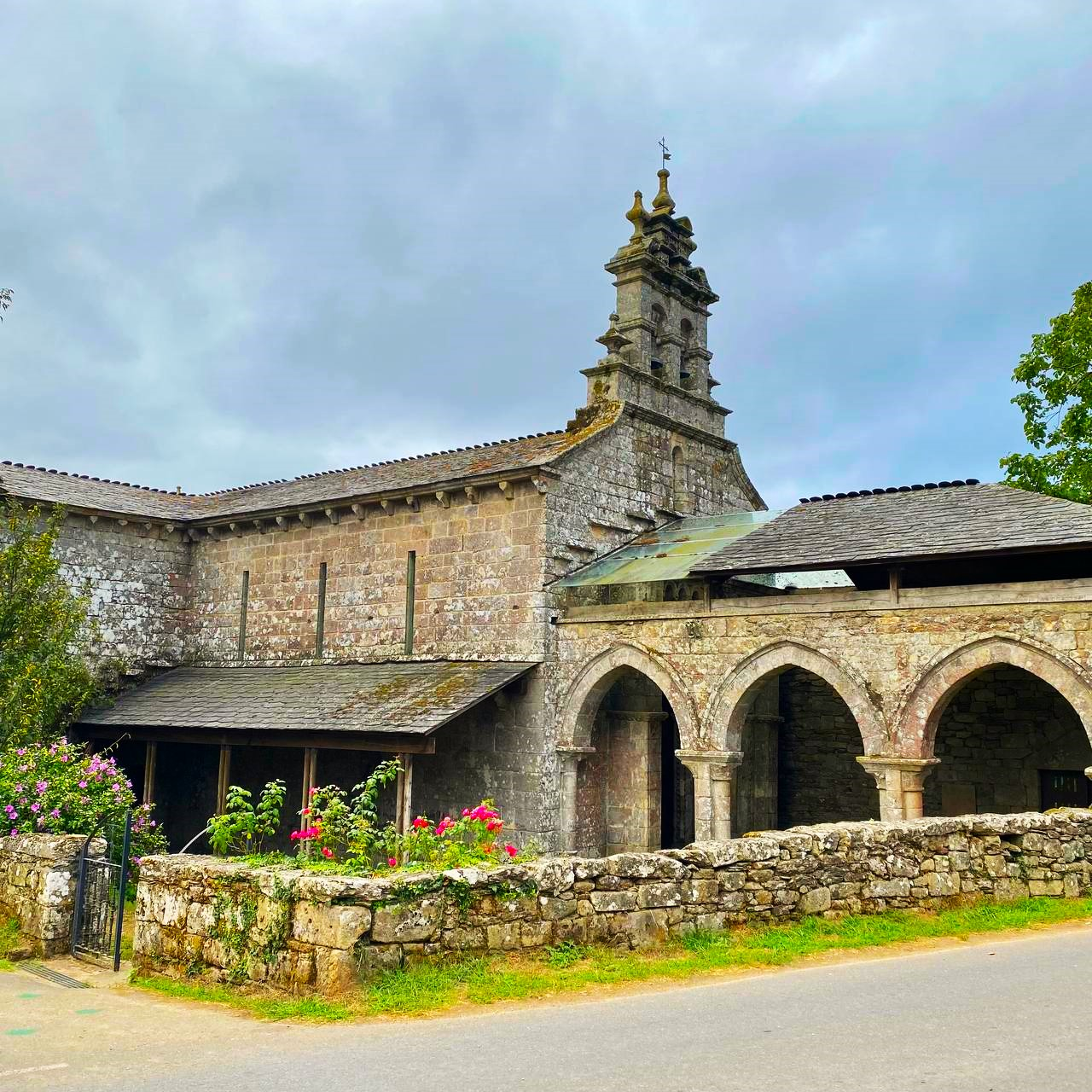
Chiesa di Vilar de Donas

La chiesa di Vilar de Donas è un tempio di culto cattolico, situato nella località di Palas de Rey, attraverso il quale transita il Cammino francese di Santiago . È una costruzione della metà del secolo XII, compie quest'anno 800 anni ed è considerata come un bene di interesse culturale dal 1931.
La leggenda attribuisce la sua fondazione ad un gruppo di signore della famiglia di Arias de Monterroso (che appaiono rappresentate nelle cappelle della nave principale) con l'obiettivo di essere monastero femminile, da qui il nome di «donas». Nella seconda metà del XII secolo, i figli delle fondatrici lo donarono all'Ordine di Santiago, che era l'ordine che proteggeva i pellegrini che si dirigevano verso Santiago de Compostela.
La costruzione è a pianta di croce latina con una sola navata e tre absidi nella testata, cosa molto rara nel romanico galiziano, poiché potrebbe essere stato progettato per essere una chiesa di pellegrinaggio ed era possibile visitarla durante gli orari delle messe (come la Cattedrale di Santiago). La costruzione della chiesa è a base di blocchi di granito molto ben squadrate e strette con abbondanti segni di pietre.
La chiesa presenta diversi elementi scultorei romanici. Spiccano i capitelli dell'arco trionfale e quelli della navata, che sono decorati con motivi vegetali, animali fantastici e figure umane. Queste sculture, anche se in stile romanico, mostrano una certa evoluzione verso forme più naturalistiche, caratteristiche del primo gotico, come avviene anche con gli archi, mantenendo quelli a metà punto, ma cominciando ad apparire anche gli archi appuntiti, più tipici dell'architettura gotica. 
La facciata, di fine romanico, ricorda il carattere del laboratorio del Maestro Matteo, l'autore del Portico della Gloria della cattedrale di Santiago. La porta è caratterizzata da originali ferramenta romaniche che hanno ornato e rinforzato questa porta per centinaia di anni. È una delle poche chiese che li conserva. Tutte le estremità dei ferri si aprono a forma di foglie di palma e sono rifinite con punte di freccia.
Se accediamo all'interno del tempio, i più interessanti sono due elementi: da un lato, le pitture gotiche che fanno parte dell'altare maggiore e dall'altro le diverse lapidi medievali in onore dei Cavalieri dell'Ordine di Santiago che furono sepolti lì nel XII secolo.
I dipinti della parte centrale rappresentano il momento dell'Annunciazione, con l'arcangelo San Gabriele a sinistra e la Vergine Maria a destra. Sopra di loro c'è il re Davide e il profeta Geremia. Infatti si può leggere un testo che dice: "IO PROFETIZZO DI x [?] VOI VERGINE MARIA COME IL SALVATORE DI VOI NACERIA". In basso c'è un angelo addormentato e un altro sveglio che fanno riferimento all'Antico e al Nuovo Testamento. Nella volta è raffigurato anche Gesù tra i re dell'epoca, Giovanni II di Castiglia, Maria d'Aragona e suo figlio Enrico, futuro re (Enrico IV). I suoi dipinti murali sono rari in Galizia, dove poche chiese conservano decorazioni pittoriche così antiche, risalenti al XIV e XV secolo. Si ritiene che almeno tre artisti possano aver partecipato
Un altro personaggio molto importante in Galizia, Gonzalo Ozores de Ulloa, al termine della costruzione del castello di Pambre, invase Vilar de Donas e lasciò il suo segno nel monastero, costruendo la figura del castello in pietra e fissandolo sopra il baldacchino.
Oltre ad essere un luogo di culto e sepoltura, si ritiene che la chiesa e il suo monastero annesso agissero come ospedale per i pellegrini che seguivano il Cammino di Santiago. Questo uso ospedaliero è una caratteristica comune di molti monasteri e conventi lungo il Cammino, che offrivano rifugio e attenzione ai pellegrini nel loro viaggio verso Compostela. È curioso che sia fuori strada nonostante abbia un uso ospedaliero, ma questo perché in origine era un monastero di suore, queste volevano essere lontane dal solito transito. Dopo la disammortizzazione di Mendizábal nel quarto decennio del XIX secolo, passò, come in tanti altri casi, a servire come chiesa parrocchiale che è come segue fino ad oggi.